# Consejo Nacional de Producción
El Consejo Nacional de Producción es una institución autónoma costarricense fundada por Teodoro Picado, dentro de sus reformas financieras y tributarias. Posteriormente fue fortalecida por la Junta Fundadora de la Segunda República, con el fin de incentivar la producción de alimentos. Actualmente su función es promocionar y fomentar las actividades productivas agropecuarias y mejorar el desarrollo económico del país y su competitividad. Fue creado en 1956 mediante la Ley 2035 aprobada por la Asamblea Legislativa. Entre sus funciones se encuentra también administrar la Fábrica Nacional de Licores (FANAL), instancia encargada del procesamiento de los licores nacionales cuya ganancia debe invertirse en obras sociales. La directiva del CNP inició el proceso de consecionar FANAL a la empresa privada.